# Magnus Rosén
Magnus Rosén, född 10 juni 1963 i Göteborg, är en svensk basist. Han var medlem i hårdrocksbandet Hammerfall från 1997 till 2007.

## Biografi
Magnus Rosén började spela basgitarr när han var 15 år gammal. Han bildade rockbandet Lazy Babe's med några killar i sin klass på Grevegårdsskolan i Västra Frölunda, Göteborg. Med bandet Shame spelade Rosén in sin första skiva, en singel, 1980 och med bandet Kung Sune gavs singeln Sunes bar och grill ut 1980. Rosén gav ut två singlar med pop/rock-gruppen Van Rosen, Like a Dream 1997 och Someone Like You 1998.
Rosén flyttade senare till Los Angeles där han spelade med flera olika band, bl.a. Billionaires Boys Club där Anders Johansson, senare Hammerfall, spelade trummor. Rosén blev medlem i Hammerfall 1997. Tillsammans med Hammerfall har han släppt fyra studioalbum och ett livealbum. Han har även släppt skivor i sitt eget namn, där han spelar fusion. På skivan Past Future (2010) uppträder han tillsammans med Göteborgssymfonikerna i en rad olika klassiska verk, bland annat Bachs Badinerie.
Den 6 mars 2007 valde Rosén att sluta i Hammerfall för att kunna vara mer kreativ och satsa på en egen karriär. År 2015 blev det klart att Magnus Rosén blir nya basisten i brasilianska hårdrocksbandet Shadowside. Mellan 2017 och 2018 var han även medlem i spanska Avalanch.

### Ambassadör för RNS och RSK
Rosén är (2019) ambassadör för RNS (Riksförbundet Narkotikafritt Samhälle) och föreläser återkommande bland annat på högstadieskolor om vikten av att avstå från droger.
Rosén är även ambassadör för RSK/Nolltolerans (Riksföreningen Stoppa Mäns Våld mot Kvinnor), och har vid flera tillfällen medverkat till förmån för denna organisation.

## Diskografi (urval)
Studioalbum med Avalanch
- 2017 – El ángel caído

Studioalbum med Planet Alliance
- 2006 – Planet Alliance

Studioalbum med Shadowside
- 2017 – Shades of Humanity

Studioalbum med X-World/5
- 2008 – New Universal Order

Studioalbum med HammerFall
- 1998 – Legacy of Kings
- 2000 – Renegade
- 2002 – Crimson Thunder
- 2005 – Chapter V: Unbent, Unbowed, Unbroken
- 2006 – Threshold

Studioalbum med Jorn
- 2004 – Out to Every Nation

Studioalbum med Keegan
- 1995 – Mind No Mind

Studioalbum med Revolution Renaissance
- 2010 – Trinity

Album med Göteborgssymfonikerna
- 2010 – Past Future